# 牛街乡 (巍山县)
牛街乡，是中华人民共和国云南省大理白族自治州巍山彝族回族自治县下辖的一个乡镇级行政单位。

## 行政区划
牛街乡下辖以下地区：
直捷村、牛街村、爱民村和爱国村。